# Конгрегація католицької освіти
Конгрега́ція католи́цької осві́ти, або Конгрега́ція семіна́рій і навча́льних за́кладів (лат. Congregatio de Institutione Catholica de Seminariis atque Studiorum Institutis) — одна з дев'яти конгрегацій Римської курії.
Очолює Конгрегацію кардинал-префект Джузеппе Версальді, секретар - архієпископ Анджело Вінченцо Дзані.

## Історія
Римо-Католицька Церква завжди приділяла особливу увагу освіті. Перші університети виникли на основі кафедральних шкіл і затверджувались папськими буллами.
Офіційно Конгрегацію створив Папа Римський Сікст V з назвою Конгрегації в справах Римської університетської освіти. Папа Лев XII Апостольською конституцією Quod divina sapientia docet від 28 серпня 1824 року заснував Конгрегацію Освіти (лат. Congregatio Studiorum), доручивши їй нагляд за школами Папської держави. Папа Пій X розширив компетенцію Конгрегації на університети й факультети, що надають академічні ступені від імені Святого Престолу.

## Структура й обов'язки
Папа Павло VI апостольською конституцією Regimini Ecclesiae universae 1967 року змінив її назву на Конгрегацію католицької освіти (лат. Congregatio pro Institutione Catholica) і розділив її на три управління: 
- семінарій;
- католицьких університетів;
- католицьких шкіл.

У її компетенції перебувають інститути підготовки священиків і світські навчальні заклади, що підпорядковуються церковній владі. До складу Конгрегації належить Папська організація із заклику до священства.

## Кардинали-префекти в XX-XXI століттях
- Гаетано Біслеті (1915—1937);
- Джузеппе Піццардо (1939—1968);
- Габріель-Марі Гаррон (1968—1980);
- Вільям Вейкфілд Баум (1980—1990);
- Піо Лагі (в. о. префекта 1990—1991, префект 1991—1999);
- Зенон Грохолевський (1999—2015);
- Джузеппе Версальді (з 31 березня 2015).